# Dusona propodeator
Dusona propodeator là một loài tò vò trong họ Ichneumonidae.